# Quintus Sulpicius Camerinus Peticus
 (septembre 2022).
Quintus Sulpicius Camerinus Peticus (mort en 67) est un sénateur romain sous le règne de Néron.

## Biographie
Camerinus sert comme consul en 46 avec Marcus Junius Silanus comme collègue, et comme proconsul d'Afrique de 56 à 57.
Camerinus est membre de la gens Sulpicia. Il est également membre des Frères Arvales : ses archives, les Acta Fratrum Arvalium attestent de sa présence de mai 58 à avril 63, et de sa présidence du Conseil du Sacrifice en 60. Camerinus est accusé d'extorsion mais est acquitté par l'empereur Néron. En 67, il est tué avec son fils Quintus Sulpicius Camerinus Pythicus par Helius alors que Néron est en Achaïe, au motif qu'il refuse d'abandonner son surnom qui "constituait prétendument un affront aux victoires de Néron aux jeux Pythiques ".  Peticus a également une fille appelée Sulpicia Praetextata qui a épousé le consul de 64, Marcus Licinius Crassus Frugi. 

## Identification
La découverte de documents attestant que Camerinus Antistius Vetus a été consul pendant quelques semaines en mars a posé un défi aux experts. Giuseppe Camodeca a expliqué le bref mandat d'Antistius Vetus comme causé par une mort prématurée. Nikolaus Pachowiak s'oppose à cette explication et suggère que les deux hommes - Antistius Vetus et Quintus Sulpicius - sont le même homme. Pachowiak fait remarquer qu'il ne devrait pas être surprenant que la tradition littéraire ne le connaisse que par ses trois premiers noms, pointant vers Galba et notant que Suétone est la seule source littéraire à partir de laquelle nous apprenons que l'empereur avait adopté les noms Lucius Livius Ocella. Bien que ce soit la solution la plus simple - cela offre une carrière proconsulaire à Sulpicius Camerinus et une carrière post-consulaire à Antistius Vetus - et il n'y a aucune preuve contre cela, plus de preuves sont nécessaires avant que l'identification de Pachowiak ne soit acceptée comme un fait.